# Schooner Bay
Schooner Bay es un lugar designado por el censo ubicado en el condado de Accomack en el estado estadounidense de Virginia. En el Censo de 2020 tenía una población de 97 habitantes y una densidad poblacional de 194 habitantes por km². Fue incluido como CDP en 2010.

## Geografía
Schooner Bay se encuentra ubicado en las coordenadas 37°45′47″N 75°46′5″O / 37.76306, -75.76806. Según la Oficina del Censo de los Estados Unidos,  tiene una superficie total de 0,50 km², de la cual 0,31 km² corresponden a tierra firme y 0,19 km² a agua.